# Sexau
Sexau è un comune tedesco di 3 225 abitanti, situato nel land del Baden-Württemberg.